# Xã Liberty, Quận Cole, Missouri
Xã Liberty (tiếng Anh: Liberty Township) là một xã thuộc quận Cole, tiểu bang Missouri, Hoa Kỳ. Năm 2010, dân số của xã này là 7.330 người.